# Idiodes avelona
Idiodes avelona là một loài bướm đêm trong họ Geometridae.